# Championnats du monde de triathlon longue distance 2022
Navigation
Édition précédente Édition suivante
Les championnats du monde de triathlon longue distance 2022, 28e édition de la compétition, ont lieu le 21 août 2022 à Samorin en Slovaquie. Ils sont organisés par la Fédération internationale de triathlon (World Triathlon).

## Palmarès
« Top 10 » hommes et femmes du championnat du monde longue distance 2022.
| Rang               | Nom                  | Pays | Temps           |
| ------------------ | -------------------- | ---- | --------------- |
| Médaille d'or      | Pierre Le Corre      |      | 3 h 11 min 15 s |
| Médaille d'argent  | Florian Angert       |      | 3 h 13 min 29 s |
| Médaille de bronze | Frederic Funk        |      | 3 h 15 min 40 s |
| 4                  | Gregor Barnaby       |      | 3 h 16 min 21 s |
| 5                  | Clément Mignon       |      | 3 h 17 min 53 s |
| 6                  | Christophe De Keyser |      | 3 h 18 min 2 s  |
| 7                  | Denis Chevrot        |      | 3 h 19 min 14 s |
| 8                  | Robert Kallin        |      | 3 h 19 min 35 s |
| 9                  | Jamie Riddle         |      | 3 h 21 min 58 s |
| 10                 | Ondrej Kubo          |      | 3 h 22 min 33 s |

| Rang               | Nom                  | Pays | Temps           |
| ------------------ | -------------------- | ---- | --------------- |
| Médaille d'or      | Lucy Charles-Barclay |      | 3 h 34 min 17 s |
| Médaille d'argent  | Emma Pallant         |      | 3 h 37 min 29 s |
| Médaille de bronze | Sarissa De Vries     |      | 3 h 39 min 26 s |
| 4                  | Grace Thek           |      | 3 h 39 min 42 s |
| 5                  | Luisa Baptista       |      | 3 h 41 min 2 s  |
| 6                  | Marjolaine Pierré    |      | 3 h 43 min 10 s |
| 7                  | Rebecca Clarke       |      | 3 h 44 min 31 s |
| 8                  | Manon Genet          |      | 3 h 46 min 57 s |
| 9                  | Giorgia Priarone     |      | 3 h 47 min 10 s |
| 10                 | Alexia Bailly        |      | 3 h 47 min 10 s |